# Kuchař

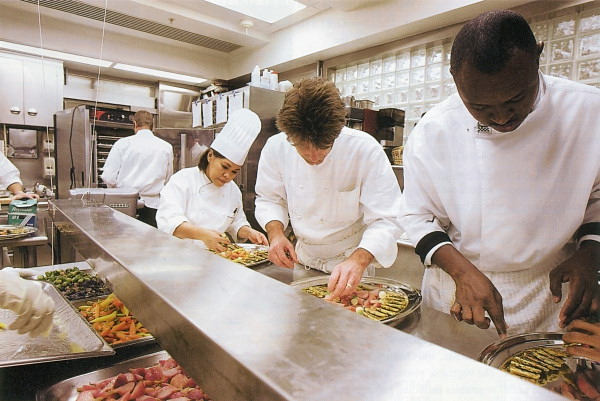
Kuchaři při práci v kuchyni Bílého domu

Kuchař či kuchařka je člověk, který se zabývá přípravou a úpravou jídla.
Profesionální kuchaři vaří v restauracích, školních či závodních jídelnách, nemocnicích a podobně. Jako šéfkuchař se pak označuje vedoucí kuchař.
Kuchaři však mohou být i amatéři, vařící v domácnosti či pro své hosty.

## Kuchařské techniky
- Food carving
- Nouvelle cuisine
- Papilota